# 477 TCN
477 TCN là một năm trong lịch La Mã.

## Mất
- Bác Cơ (伯姬; ?— 477 TCN?; chưa rõ năm sinh và mất)